# 홀란트 왕국
홀란트 왕국(네덜란드어: Koninkrijk Holland, 프랑스어: Royaume de Hollande)은 프랑스에게 보다 이로운 네덜란드 통치를 위해서 나폴레옹 보나파르트의 셋째 동생 루이 보나파르트를 위해 세운 괴뢰 정권이다. 이 정권의 수립으로 인해 바타비아 연방은 붕괴되었다. 이후 홀란트 왕국은 프랑스 제1제국에 완전히 병합되었다.

## 같이 보기
- 바타비아 공화국
- 프랑스 제1제국
- 괴뢰 정권